# Liga de Béisbol Profesional de la República Dominicana 2010-11
La temporada de la Liga de Béisbol Profesional de la República Dominicana 2010-2011 fue la 57.ª edición de este campeonato. La temporada regular comenzó el 22 de octubre de 2010 y finalizó el 21 de diciembre de 2010. El Todos Contra Todos o Round Robin inició el 26 de diciembre de 2010 y finalizó el 16 de enero de 2011, con un juego extra de desempate el 17 de enero entre los Toros del Este y las Estrellas Orientales. La Serie Final se llevó a cabo, iniciando el 19 de enero de 2011 y concluyendo el 23 de enero de 2011, cuando los Toros del Este se coronaron campeones de la liga sobre las Estrellas Orientales.